# دالتون داي
دالتون داي (بالإنجليزية: Dalton Day)‏ مواليد 2 أغسطس 1991 في كومينغ، الولايات المتحدة، هو ممثل أمريكي بدأ مسيرته الفنية سنة 2003.

## الأعمال

### مسلسلات
- عقول إجرامية (2011)
- سي اس آي: التحقيق في موقع الجريمة (2013) (بدور: كارل أبرامز)

## روابط خارجية
- دالتون داي على موقع IMDb (الإنجليزية)
- دالتون داي على موقع قاعدة بيانات الفيلم (الإنجليزية)